# Петничко језеро
Петничко језеро или језеро Почибрава је акумулација настала преграђивањем потока Поцибрава 1990. године у истоименом селу Петница, на удаљености од 5 km од Ваљева.

## Карактеристике
Петничко језеро се налази у истоименом селу на 5 km од Ваљева. Ово је мало вештачко језеро површине око 2 хектара настало преграђивањем 2 мања потока са просечном дубином око 4, а највећом око 11 m, која је сад прилично смањена због вишегодишњег замуљивања. Обале су приступачне и због близине града доста је посећено. На језеру се одвија риболов, а око самог језера неколико врста птица селица и мочварница пронашле су своје станиште.

## Туризам
Приступ језеру је уређен и најважнија активност на њему је риболов, а у непосредној близини налазе се спортско рекреативни центар Петница, истраживачка станица Петница, Петничка пећина.

### Риболов
Рибљи фонд је за овако мало језеро разносврстан и броји 17 врста рибе:
- Шаран
- Сом
- Толстолобик
- Амур
- Бабушка
- Деверика
- Бодорка
- Белица
- Клен
- Сунчица
- Бандар
- Штука
- Буцов
- Скобаљ
- Цверглан
- Крупатица
- Гавчица

## Галерија
- Растиње око језера
- Језеро са околином
- Локвањи
- Залазак Сунца
- Сумрак